# Kamil Hypki
Kamil Leszek Hypki (ur. 8 stycznia 1979) – polski dziennikarz radiowy, publicysta, społecznik, kierownik działu redakcji, a od 2008 zastępca redaktora naczelnego Radia Zachód, od 2015 członek Zarządu Głównego, a od 2019 szef Oddziału Lubuskiego Towarzystwo Pamięci Powstania Wielkopolskiego 1918/1919.

## Życiorys
Absolwent kierunku Bezpieczeństwo narodowe na Uniwersytecie Zielonogórskim. Pomysłodawca i autor cyklicznej audycji radiowej „Historie pisane na nowo”. Cykl ten został nagrodzony w konkursie IPN „Audycja Historyczna Roku" w 2016, 2017 oraz 2024 roku, a także nominacją do nagrody "Grand Press" w roku 2017.
Do 2014 członek zarządu Lubuskiego Związku Tenisowego.
Wieloletni działacz Towarzystwa Pamięci Powstania Wielkopolskiego. Od 2015 jest członkiem Prezydium Zarządu Głównego, a od 2019 prezesem Lubuskiego Oddziału TPPW. Od wielu lat relacjonuje uroczystości upamiętniające powstanie wielkopolskie. Przybliża życiorysy powstańców. W 2020 opracował okolicznościową płytę „Wierni Tradycji”, na której prezentuje historię i działania Towarzystwa. Uczestniczył w pracach związanych z odsłonięciem pomnika Dobosz Powstania na Placu Powstańców Wielkopolskich w Zielonej Górze.

## Odznaczenia
- 2006: Brązowy Medal „Za zasługi dla obronności kraju”[3][1]
- 2015: Brązowy Medal Za Długoletnią Służbę[4][1]
- 2015: Odznaka Honorowa za Zasługi dla Rozwoju Gospodarki Rzeczypospolitej Polskiej[5][1]
- 2016: Odznaka Honorowa TPPW „Wierni Tradycji”[1]
- 2019: Nagroda Honorowa Prezesa IPN „Świadek Historii”[6][7]
- 2020: Nagroda na XII Festiwalu Filmowym NNW w Gdyni za dokument „Sześciu z Żagania”
- 2021: Wyróżnienie na XIII Festiwalu Filmowym NNW w Gdyni za reportaż „Zbąszyń 1938”[8]
- 2022: Odznaka honorowa „Za zasługi dla województwa wielkopolskiego”[9]
- 2023: Brązowy Krzyż Zasługi[10]